# 杰罗拉莫·夸利亚
杰罗拉莫·夸利亚（義大利語：Gerolamo Quaglia，1902年2月8日—1985年11月11日），意大利男子摔跤运动员。他曾代表意大利参加1924年和1928年夏季奥林匹克运动会摔跤比赛，其中1928年奥运会获得一枚铜牌。